# Omalogyridae
Omalogyridae G.O. Sars, 1878 è una famiglia di molluschi gasteropodi dell'infraclasse Heterobranchia inferiori. È l'unica famiglia vivente della superfamiglia Omalogyroidea.

## Descrizione
Il raggruppamento comprende gasteropodi di minuscole dimensioni, dotati di conchiglia spirale piatta, di diametro spesso inferiore a 1 mm.
La radula di questi molluschi presenta caratteristiche inusuali. La specie tipo Omalogyra atomus (Philippi, 1841), la cui radula fu descritta da Sars nel 1878, presentava una configurazione non riscontrata in nessun'altra famiglia: su ogni fila erano presenti un unico dente centrale e due sottili placche laterali rilevate, interpretate da alcuni come denti laterali modificati. Questa configurazione, tipica del genere Omalogyra, è stata definita da taluni autori come uniseriale (formula radulare 0-1-0) mentre altri le assegnano la formula radulare 1-1-1.

## Biologia
Si nutrono di alghe (tra le altre Ulva spp. ed Enteromorpha spp.).

## Distribuzione e habitat
La famiglia ha una distribuzione cosmopolita, essendo presente sia nell'Atlantico, compreso il mare Artico, che nel Pacifico.
Questi piccoli molluschi popolano le pozze di marea del piano intertidale e le acque costiere sino a una profondità di 20 m.

## Tassonomia
La famiglia comprende i seguenti generi:
- Ammonicera Vayssière, 1893
- Omalogyra Jeffreys, 1860
- Retrotortina Chaster, 1896
- Schobertinella Nützel & Gründel, 2015 †